# Podvodnyye Ostrova
Podvodnyye Ostrova är öar i Azerbajdzjan.   De ligger i distriktet Baku, i den östra delen av landet, 70 km sydväst om huvudstaden Baku.